# The Healing Game
《The Healing Game》은 폴리도르 레코드에 의해 1997년 3월 4일에 발매된 북아일랜드의 싱어송라이터 밴 모리슨의 스물여섯 번째 스튜디오 음반이다. 이 음반은 4개국에서 톱 10에 올랐고, 3개국에서 톱 20에 올랐다. 두 개의 명백한 재즈 음반에 이어, 모리슨이 블루스와 팝 감성을 추가하는 것을 보았다. 《롤링 스톤》이 그것을 "그의 중기 디스코그래피의 명백한 하이라이트"라고 부르면서, 1980년 이후에 녹음된 유일한 음반이다.
이 음반은 1996년 아일랜드 더블린에서 녹음되었다. 커버 아트는 하지 악바와 함께 모리슨을 보여준다.

## 평가
| 전문가 평가 | 전문가 평가 |
| 평가 점수   | 평가 점수   |
| 출처        | 점수        |
| ----------- | ----------- |
| AllMusic    | [ 3 ]       |
| NME         | 3/10        |

음악 평론가 그레일 마커스는 "그가 노래하는 거친 신처럼 모리슨은 음악의 각 사건을 가로 질러서, 각각 더 큰 이야기에서 멈춘다"고 쓰면서 깊은 인상을 받았지만, "종종 세상의 모양, 관점, 삶에 대한 논쟁을 드러내는 가장 노출적인 순간들이 한계에 있다"고 조언했다. 2019년 재발행을 검토하면서, 《올 어바웃 재즈》는 "《The Healing Game》은 밴 모리슨의 장황한 음반 목록에서 가장 완벽한 개인적이고 음악적인 진술 중 하나이다"라고 주장했다. 그것은 "킬러 새로운 밴드를 조립"한 아티스트가 "그의 초기 작품에 영향을 미친 재즈와 리듬, 블루스에서 영감을 받은 스타일을 다시 방문"하는 것을 보았다.

## 곡 목록
모든 곡들은 밴 모리슨에 의해 작사/작곡하였다.
| #   | 제목                           | 재생 시간 |
| --- | ------------------------------ | --------- |
| 1.  | 〈Rough God Goes Riding〉      | 6:19      |
| 2.  | 〈Fire in the Belly〉          | 6:34      |
| 3.  | 〈This Weight〉                | 4:37      |
| 4.  | 〈Waiting Game〉               | 5:56      |
| 5.  | 〈Piper at the Gates of Dawn〉 | 3:53      |
| 6.  | 〈Burning Ground〉             | 5:38      |
| 7.  | 〈It Once Was My Life〉        | 5:10      |
| 8.  | 〈Sometimes We Cry〉           | 5:14      |
| 9.  | 〈If You Love Me〉             | 5:01      |
| 10. | 〈The Healing Game〉           | 5:16      |

## 인증
| 국가                       | 인증 | 판매량/출하량 |
| -------------------------- | ---- | ------------- |
| 뉴질랜드 (RMNZ)            | 골드 | 7,500^        |
| 영국 (BPI)                 | 실버 | 60,000^       |
| ^출하량을 기반으로 한 인증 |      |               |